# Euploea oppia
Euploea oppia är en fjärilsart som beskrevs av Hans Fruhstorfer 1910. Euploea oppia ingår i släktet Euploea och familjen praktfjärilar. Inga underarter finns listade i Catalogue of Life.